# 마송고등학교
마송고등학교(馬松高等學校)는 대한민국 경기도 김포시 통진읍 마송리에 있는 공립 고등학교이다.

## 학교 연혁
- 2010년 1월 11일 : 24학급 설립인가
- 2010년 3월 1일 : 초대 이충규 교장 취임
- 2010년 3월 2일 : 입학식(6학급 118명)
- 2012년 3월 1일 : 과목중점형(수학, 영어) 교과교실제 시범학교 운영
- 2012년 3월 1일 : 교육과학기술부 연구학교(2009개정교육과정을 적용한 창의적 교육과정 편성·연구) 지정
- 2012년 3월 1일 : 교육과학기술부 학력향상형 창의경영학교 지정
- 2013년 2월 8일 : 졸업식(3학급 73명)
- 2021년 3월 1일 : 제7대 이흥용 교장 취임
- 2022년 1월 5일 : 졸업식(8학급)
- 2023년 3월 2일 : 입학식(8학급 194명)
- 2023년 3월 2일 : 인공지능(AI)교육 선도학교 지정

## 참고 자료
- 마송고등학교 - 한국교육학술정보원 학교알리미